# Morgano

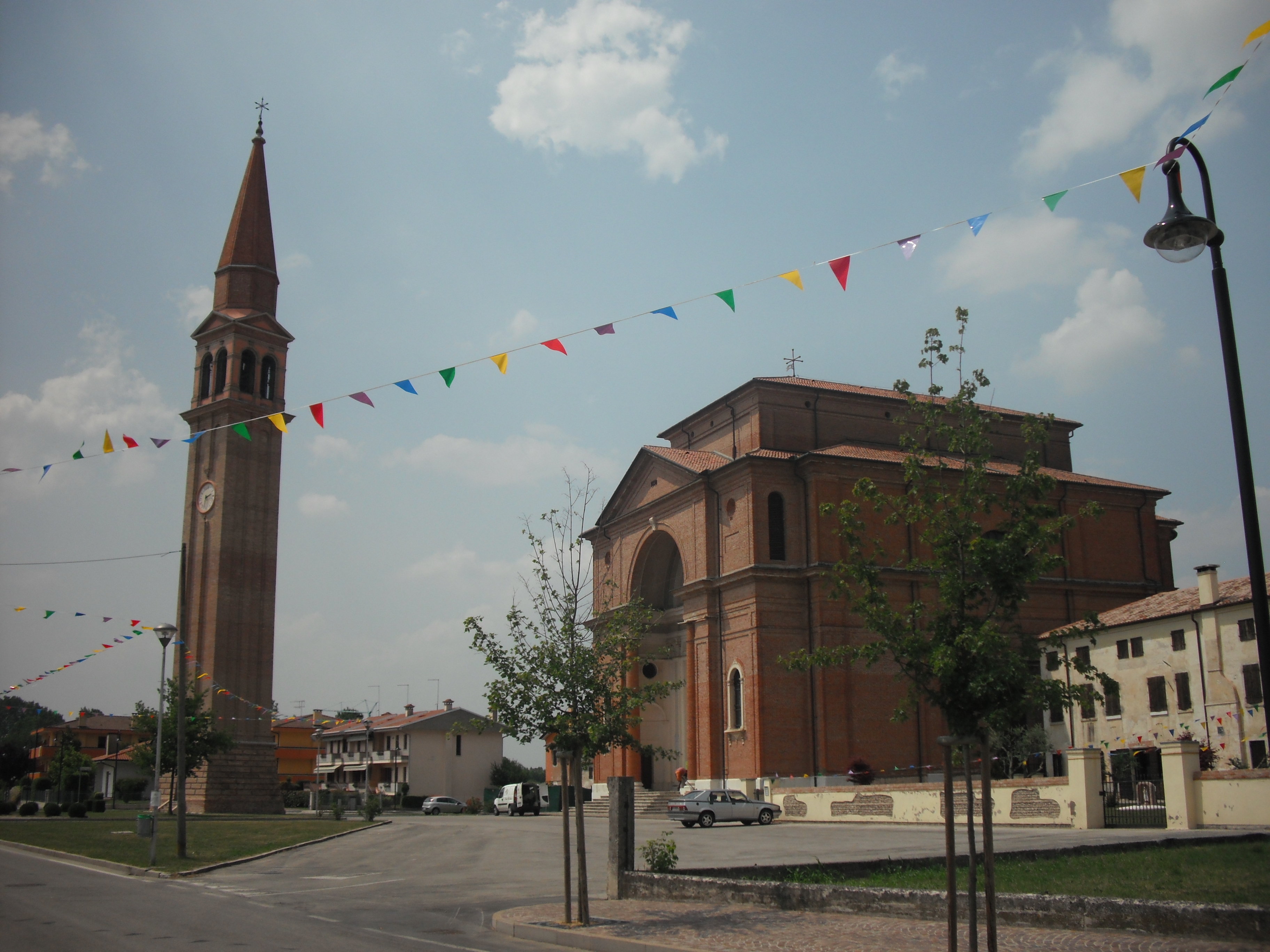
Kirche in Morgano

Morgano ist eine nordostitalienische Gemeinde (comune) mit 4443 Einwohnern (Stand 31. Dezember 2023) in der Provinz Treviso in Venetien. Die Gemeinde liegt etwa Kilometer von Treviso am Parco naturale regionale del Fiume Sile und grenzt unmittelbar an die Provinz Padua. Der Verwaltungssitz der Gemeinde befindet sich im Ortsteil Badoere. Durch die Gemeinde fließt der Sile. Die südliche Gemeindegrenze bildet der Zero.

## Geschichte
Das Gemeindegebiet ist spätestens seit dem 1. Jahrhundert vor Christus besiedelt gewesen. Die erste urkundliche Erwähnung des Ortes aus dem 9. Jahrhundert bezieht sich auf die Martinskirche. 1234 wird die Burg von Morgano geschleift.

## Verkehr
Der frühere Bahnhof (Badoere-Levada) an der Bahnstrecke Treviso-Ostiglia ist bereits 1945 geschlossen worden.